# Aeródromo El Boldo
El Aeródromo El Boldo (OACI: SCCA)es un terminal aéreo ubicado a 8 kilómetros al este de Cauquenes, Provincia de Cauquenes, Región del Maule, Chile. Este aeródromo es de carácter público.